# アフリカ映画
アフリカ映画(アフリカえいが)は、アフリカ大陸を舞台とした映画全般を指す場合もあるが、厳密にはアフリカ人自身によって撮られた映画を指す。ジャン・ルーシュは「アフリカ黒人による、アフリカ黒人のための、アフリカ黒人の映画」と定義し、これを真のアフリカ映画と名付けた。ジョルジュ・サドゥールも同じく、「アフリカ映画とは、黒人たちだけが脚本を書き、出演し、撮影し、演出し、アフリカ語を話す長編劇映画である」としている。そうした意味でアフリカ映画が創造され始めるのは、それまでの植民地支配から脱却し、宗主国からの独立を果たして、新興国として映画産業の育成を開始した1960年代に入ってからのことである。

## 歴史
北アフリカを除くアフリカのトーキー映画として最古のものはソマリアの作家ホッセン・マブルークによる『愛は障害を越えて』（1961年）である。その後、1966年にはセネガルのウスマン・サンベーヌによるアフリカ初の長編映画、英語タイトル『ブラック・ガール（黒人女）』が撮られ、ジャン・ビゴ賞やヴェネツィア国際映画祭審査員特別賞を受賞するなど、国際的に高い評価を得た。
こうしたアフリカ映画制作者は、フランスやアメリカ映画などにおけるアフリカを舞台とした作品の、現地エキストラとして映画製作に携わった経歴を持つものが多かった。彼らは、そこで学んだ知識をアフリカで反映させるという経過をたどっており、コートジボワールの映画作家デジレ・エカレなどがその代表である。
2000年代に入り、ナイジェリア映画界はインドに次ぐ年間映画製作数を誇り、「ナリウッド」とも通称されている。

## 作品
アフリカ映画には、白人至上主義の被害にあう黒人の運命といった主題を持つ作品も見られる。作品は一般的にフランス語や英語で撮られることが多い。言語に着目した場合、厳密にはジョルジュ・サドゥールらの定義するアフリカ映画ではないものの、ウスマン・サンベーヌが1968年に撮った『マンダ・ビ』（郵便為替）はウォロフ語で撮られた初の映画として挙げられ、これをアフリカ映画の嚆矢とする評論家もいる。

## 主な監督
- ニュートン・アドアカ （ ナイジェリア）
- メルザック・アルアッシュ （ アルジェリア）
- ナビル・アユーシュ （ モロッコ）
- クワオ・アンサー （ ガーナ）
- ラム・イブラヒ （ ニジェール）
- イドリッサ・ウエドラオゴ （ ブルキナファソ）
- センベーヌ・ウスマン （ セネガル）
- デジレ・エカレ （ コートジボワール）
- メド・オンド （ モーリタニア）
- ガストン・カボーレ （ ブルキナファソ）
- ウマール・ガンダ （ ニジェール）
- ウェイン・クラマー （ 南アフリカ共和国）
- アブデラティフ・ケシシュ （ チュニジア） フランスで活動
- ハイレ・ゲリマ （ エチオピア）
- シャールト・コプリー （ 南アフリカ共和国）
- フローラ・ゴメス （ ギニア）
- ダムレ・ジカ （ ニジェール）
- アブデラマン・シサコ （ モーリタニア）
- スレイマン・シセ （ マリ）
- シェイク・ウマール・シソコ （ マリ）
- ユーセフ・シャヒーン （ エジプト）
- ジブリル・マンベティ・ジョップ （ セネガル）
- ブラヒム・ツァキ （ アルジェリア）
- ドリッサ・トゥーレ （ マリ）
- ムフィーダ・トゥラートリ （ チュニジア）
- マハマ・トラオレ （ セネガル）
- アダマ・ドラボ （ マリ）
- ユースリ・ナスララハ （ エジプト）
- スウヘル・ベン・バラカ （ モロッコ）
- マハマト＝サレ・ハルーン （ チャド）
- ポーリン・ビエイラ （ セネガル）
- ディコンゲ・ピパ （ カメルーン）
- フェリッド・ブーゲディール （ チュニジア）
- ギャヴィン・フッド （ 南アフリカ共和国）
- サンゴール・プレーズ （ セネガル）
- エレイン・プロクター （ 南アフリカ共和国）
- ニール・ブロムカンプ （ 南アフリカ共和国） カナダ在住。アメリカで活動
- ババカール・サム・マカラム （ セネガル）
- ゾラ・マセコ （ 南アフリカ共和国）
- ホッセン・マブルーク （ ソマリア）
- ジブリル・ジオップ・マンベティ （ セネガル）
- ロジャー・ニョアン・ムバラ （ コートジボワール）
- タルー・ムズラーヌ （ ニジェール）
- モハメッド・ラクダル＝ハミナ （ アルジェリア）
- ファディカ・クラモ＝ランシネ （ コートジボワール）
- ジョナサン・リーベスマン （ 南アフリカ共和国） アメリカで活動
- ダレル・ジェームズ・ルート （ 南アフリカ共和国）
- ムエゼ・ンガングラ （ コンゴ共和国）

## 主な映画祭
- ワガドゥグ全アフリカ映画祭
- カルタゴ映画祭

## 関連文献
- 白石顕二『アフリカ映画紀行』　柘植書房新社、2000年